# 1987-es síkvízi kajak-kenu világbajnokság
Az 1987-es síkvízi kajak-kenu világbajnokságot a németországi Duisburgban rendezték 1987-ben. Ez a huszonegyedik kajak-kenu világbajnokság volt. A magyar csapat az éremtáblázaton a második helyezést érte el összesítésben.

## Éremtáblázat
*   Rendező
  *   Magyarország
| Helyezés | Ország             | Arany | Ezüst | Bronz | Összesen |
| -------- | ------------------ | ----- | ----- | ----- | -------- |
| 1.       | NDK                | 5     | 1     | 2     | 8        |
| 2.       | Magyarország       | 2     | 5     | 2     | 9        |
| 3.       | Szovjetunió        | 2     | 1     | 4     | 7        |
| 4.       | Új-Zéland          | 2     | 1     | 0     | 3        |
| 5.       | Egyesült Államok   | 2     | 0     | 0     | 2        |
| 6.       | Lengyelország      | 1     | 3     | 0     | 4        |
| 7.       | Dánia              | 1     | 1     | 0     | 2        |
| 7.       | Franciaország      | 1     | 1     | 0     | 2        |
| 9.       | Norvégia           | 1     | 0     | 2     | 3        |
| 10.      | Jugoszlávia        | 1     | 0     | 0     | 1        |
| 11.      | Csehszlovákia      | 0     | 2     | 2     | 4        |
| 12.      | Svédország         | 0     | 1     | 2     | 3        |
| 13.      | Bulgária           | 0     | 1     | 1     | 2        |
| 14.      | Hollandia          | 0     | 1     | 0     | 1        |
| 15.      | NSZK               | 0     | 0     | 2     | 2        |
| 16.      | Egyesült Királyság | 0     | 0     | 1     | 1        |
| Összesen | Összesen           | 18    | 18    | 18    | 54       |

## Eredmények

### Férfiak

#### Kenu
| Versenyszám | Arany                                         | Arany    | Ezüst                                        | Ezüst    | Bronz                                             | Bronz    |
| ----------- | --------------------------------------------- | -------- | -------------------------------------------- | -------- | ------------------------------------------------- | -------- |
| C1 500 m    | Olaf Heukrodt · NDK                           | 1:53.21  | Petr Procházka · Csehszlovákia               | 1:55,09  | Szabó Attila · Magyarország                       | 1:55,86  |
| C1 1000 m   | Olaf Heukrodt · NDK                           | 4:09,82  | Martin Marinov · Bulgária                    | 4:10,28  | Ivans Klementjevs · Szovjetunió                   | 4:12,18  |
| C1 10 000 m | Ivan Šabjan · Jugoszlávia                     | 47:39,68 | Bohács Zsolt · Magyarország                  | 47:40,68 | Tahir Kamaletgyinov · Szovjetunió                 | 47:47,02 |
| C2 500 m    | Marek Łbik · Marek Dopierała · Lengyelország  | 1:42,41  | Jurij Gurin · Valerij Vesko · Szovjetunió    | 1:42,95  | Petr Procházka · Alon Lochinsky · Csehszlovákia   | 1:43,60  |
| C2 1000 m   | Jurij Gurin · Valerij Vesko · Szovjetunió     | 3:46,79  | Marek Łbik · Marek Dopierała · Lengyelország | 3:47,58  | Ulrich Papke · Ingo Spelly · NDK                  | 3:47,65  |
| C2 10 000 m | Arne Nielsson · Christian Frederiksen · Dánia | 42:14,26 | Rideg Róbert · Pétervári Pál · Magyarország  | 42:15,57 | Andrew Train · Stephen Train · Egyesült Királyság | 42:23,73 |

#### Kajak
| Versenyszám | Arany                                                                                      | Arany    | Ezüst                                                                                              | Ezüst    | Bronz                                                                                      | Bronz    |
| ----------- | ------------------------------------------------------------------------------------------ | -------- | -------------------------------------------------------------------------------------------------- | -------- | ------------------------------------------------------------------------------------------ | -------- |
| K1 500 m    | Paul MacDonald · Új-Zéland                                                                 | 1:41,70  | Andreas Stähle · NDK                                                                               | 1:43,42  | Szabó Attila · Csehszlovákia                                                               | 1_43,91  |
| K-1 1000 m  | Greg Barton · Amerikai Egyesült Államok                                                    | 3:53,46  | Csipes Ferenc · Magyarország                                                                       | 3:56,82  | Morten Ivarsen · Norvégia                                                                  | 3:57,95  |
| K1 10 000 m | Greg Barton · Amerikai Egyesült Államok                                                    | 41:59,69 | Szabó Attila · Csehszlovákia                                                                       | 42:53,22 | Einar Rasmussen · Norvégia                                                                 | 42:54,16 |
| K2 500 m    | Csipes Ferenc · Fidel László · Magyarország                                                | 1:32,40  | Ian Ferguson · Paul MacDonald · Új-Zéland                                                          | 1:32,48  | Per-Inge Bengtsson · Karl-Axel Sundqvist · Svédország                                      | 1:33,79  |
| K2 1000 m   | Ian Ferguson · Paul MacDonald · Új-Zéland                                                  | 3:22,71  | Philippe Boccara · Pascal Boucherit · Franciaország                                                | 3:23,03  | Thomas Gähme · Thomas Vaske · NDK                                                          | 3:24,85  |
| K2 10 000 m | Philippe Boccara · Pascal Boucherit · Franciaország                                        | 38:36,92 | Thor Nielsen · Lars Koch · Dánia                                                                   | 38:46,96 | Csipes Ferenc · Hódosi Sándor · Magyarország                                               | 39:42,44 |
| K4 500 m    | Alekszandr Motuzenko · Szergej Kirszanov · Artūras Vieta · Viktor Gyenyiszov · Szovjetunió | 1:23,21  | Robert Chwialkoksi · Kazimierz Krzyżański · Grzegorz Krawców · Wojciech Kurpiewski · Lengyelország | 1:24,15  | Reiner Scholl · Thomas Pfrang · Volker Kreutzer · Thomas Reineck · NSZK                    | 1:24,25  |
| K4 1000 m   | Gyulay Zsolt · Csipes Ferenc · Fidel László · Kovács Zoltán · Magyarország                 | 3:01,21  | Per-Inge Bengtsson · Lars-Erik Möberg · Karl-Axel Sundqvist · Bengt Andersson · Svédország         | 3:02,20  | Alekszandr Motuzenko · Szergej Kirszanov · Artūras Vieta · Viktor Gyenyiszov · Szovjetunió | 3:02,31  |
| K4 10 000 m | Harald Amundsen · Arne Slettsjø · Morten Ivarsen · Arne Johan Almeland · Norvégia          | 35:16,21 | Berkes Zoltán · Böjti Zoltán · Helyi Tibor · Petrovics Kálmán · Magyarország                       | 35:17,28 | Gilber Schneider · Oliver Kegel · Carsten Lömker · Thomas Reineck · NSZK                   | 35:21,15 |

### Nők

#### Kajak
| Versenyszám | Arany                                                                  | Arany   | Ezüst                                                                   | Ezüst   | Bronz                                                                                             | Bronz   |
| ----------- | ---------------------------------------------------------------------- | ------- | ----------------------------------------------------------------------- | ------- | ------------------------------------------------------------------------------------------------- | ------- |
| K1 500 m    | Birgit Fischer · NDK                                                   | 1:56,21 | Izabela Dylewska · Lengyelország                                        | 1:59,28 | Agneta Andersson · Svédország                                                                     | 1:59,82 |
| K2 500 m    | Birgit Fischer · Anke Nothnagel · NDK                                  | 1:42,13 | Annemiek Derckx · Annemarie Cox · Hollandia                             | 1:43,89 | Ognyana Petrova · Ivanka Muerova · Bulgária                                                       | 1:43,96 |
| K4 500 m    | Birgit Fischer · Anke Nothnagel · Ramona Portwich · Ines Rudolph · NDK | 1:35,10 | Géczi Erika · Kőbán Rita · Povázsán Katalin · Rakusz Éva · Magyarország | 1:38,66 | Irina Szalomikova · Olga Szlapnya · Gjulnora Sarafutgyinova · Snieguolė Narevičiūtė · Szovjetunió | 1:40,11 |

## A magyar csapat
Az 1987-es magyar vb keret tagjai:
| férfiak kajak | férfiak kajak                                            | férfiak kajak |
| ------------- | -------------------------------------------------------- | ------------- |
| K1 500 m      | Gyulay Zsolt                                             | 7.            |
| K2 500 m      | Csipes Ferenc Fidel László                               | Aranyérem     |
| K4 500 m      | Pető László Lőrinczy Zoltán Rajna András Adrovicz Attila | 6.            |
| K1 1000 m     | Csipes Ferenc                                            | Ezüstérem     |
| K2 1000 m     | Hódosi Sándor Kovács Zoltán                              | 9.            |
| K4 1000 m     | Gyulay Zsolt Csipes Ferenc Fidel László Kovács Zoltán    | Aranyérem     |
| K1 10 000 m   | Gyulay Zsolt                                             | 7.            |
| K2 10 000 m   | Csipes Ferenc Hódosi Sándor                              | Bronzérem     |
| K4 10 000 m   | Berkes Zoltán Böjti Zoltán Helyi Tibor Petrovics Kálmán  | Ezüstérem     |

| férfi kenu  | férfi kenu                  | férfi kenu |
| ----------- | --------------------------- | ---------- |
| C1 500 m    | Szabó Attila                | Bronzérem  |
| C2 500 m    | Varga Zsolt Rideg Róbert    | 7.         |
| C1 1000 m   | Bohács Zsolt                | 4.         |
| C2 1000 m   | Takács Gábor Leikep Gusztáv | 4.         |
| C1 10 000 m | Bohács Zsolt                | Ezüstérem  |
| C2 10 000 m | Rideg Róbert Pétervári Pál  | Ezüstérem  |

| nők kajak | nők kajak                                          | nők kajak |
| --------- | -------------------------------------------------- | --------- |
| K1 500 m  | Kőbán Rita                                         | 4.        |
| K2 500 m  | Kőbán Rita Rakusz Éva                              | 5.        |
| K4 500 m  | Géczi Erika Kőbán Rita Povázsán Katalin Rakusz Éva | Ezüstérem |